# Le Nu à la terrasse
Série Le Modèle
Le Canapé rouge
(2005) La Proposition
(2009)
Pour plus de détails, voir Fiche technique et Distribution.
Le Nu à la terrasse est un court métrage français, écrit et réalisé par Éric Rohmer d'après une idée de Joëlle Miquel, sorti en 2008.
C'est l'avant-dernier film du cycle Le Modèle de six courts métrages produits par la Compagnie Éric Rohmer ; les cinq autres films sont Un dentiste exemplaire (1998), Une histoire qui se dessine (1999), La Cambrure (1999), Le Canapé rouge (2005) et La Proposition (2009).

## Synopsis
Les jeunes mariés Ariane et Baptiste s'installent dans leur nouvel appartement. Ariane ramène d'une brocante un tableau à la gouache datant des années 1930 pour égailler leur logement. Le tableau est un nu de femme sur une terrasse devant le lac de Garde qui rappelle à Ariane une amie à elle quand elle avait 10 ans. Pour Baptiste, c'est l'occasion de se rappeler les tableaux qui lui ont procuré ses premiers émois érotiques : Le Jugement de Pâris de Rubens, Le Concert champêtre de Giorgione ou Vénus d'Urbin de Titien,
Le samedi suivant, ils pendent la crémaillère en invitant Flore, la sœur d'Ariane, et son compagnon Lucas, ainsi que la grand-mère de Baptiste. Cette dernière reste interloquée devant le tableau. Au cours du repas, la grand-mère reste pensive. Soudain, elle déclare avoir oublié ses médicaments et rentre chez elle en urgence. Elle revient peu après pour finir de manger.
Quelques jours plus tard, Ariane remarque que le tableau a disparu. Rien d'autre ne manque dans l'appartement et la porte est intacte. Ariane est désespérée.
Deux ans plus tard, la grand-mère meurt et les obsèques ont lieu à Grenoble. Quand Ariane et Baptiste s'occupent de l'inventaire des affaires de la grand-mère dans son appartement parisien, ils découvrent le tableau disparu. En comparant le tableau avec des photos de la grand-mère jeune, Ariane arrive à la conclusion que la grand-mère est le modèle du tableau.

## Fiche technique
- Titre original : Le Nu à la terrasse[2]
- Réalisation : Éric Rohmer (sous le nom d'« Annie Balkarash »)
- Scénario : Éric Rohmer (sous le nom d'« Annie Balkarash ») d'après une idée de Joëlle Miquel
- Photographie : Diane Baratier
- Montage : Mary Stephen
- Son : Pascal Ribier
- Musique : Louis de Venthobe (morceaux de Robert Schumann)
- Peinture : Michèle Cointe
- Production : Françoise Etchegaray
- Société de production : Compagnie Éric Rohmer
- Pays d'origine :  France
- Langue originale : français
- Format : couleur
- Durée : 25 minutes

## Distribution
- Marie-Françoise Audollent : la grand-mère
- Fanny Vambacas : Ariane
- Olivier Blond : Baptiste
- Camille Vambacas : Flore
- Alexandre Murard : Lucas

## Production
Le film est réalisé peu de temps après la fin du tournage des Amours d'Astrée et de Céladon. Rohmer y adopte le pseudonyme d'Annie Balkarash, quasi-anagramme d'Hannibal Carache, un sobriquet qu'il s'était inventé dans un échange avec Françoise Etchegaray.
À la distribution figure Marie-Françoise Audollent, figure du théâtre qui avait également joué chez Godard dans Éloge de l'amour (2001). L'actrice est morte juste après le tournage. Fanny Vambacas et Olivier Blond jouaient déjà des bergers dans Les Amours d'Astrée et de Céladon.
Selon Antoine de Baecque et Noël Herpe, le film est un hommage indirect à La Lettre volée d'Edgar Allan Poe, « qui rappelle combien l'art consiste à se cacher visiblement ».

## Poursuites judiciaires
Le film est inspiré de l'idée de Joëlle Miquel, une romancière ainsi qu'inspiratrice et actrice du personnage de Reinette dans Quatre Aventures de Reinette et Mirabelle (1987). Au vu du film, Miquel est furieuse que Rohmer n'ait pas signé nommément son film, en se dissimulant sous le pseudonyme d'Annie Balkarash. Elle assigne Rohmer en justice fin 2008 pour revendiquer le statut de coauteur du Nu à la terrasse ainsi que de Quatre Aventures de Reinette et Mirabelle. Les acteurs et actrices de Rohmer ont été appelés à témoigner. Selon Jessica Forde, l'autre actrice de Quatre Aventures de Reinette et Mirabelle qui a témoigné en faveur du cinéaste, l'affaire a éprouvé Éric Rohmer, alors dans les dernières années de sa vie : « cela l'a détruit, il a vu sa dernière année gâchée à cause de cela. Il en était malade, ulcéré, très malheureux ». Le cinéaste décède le 11 janvier 2010 et Joëlle Miquel sera déboutée en 2012 de toutes ses demandes.